# 콤메르산트
콤메르산트(러시아어: Коммерсантъ)는 러시아의 경제 신문이다. 2005년 현재 131,000부의 발행부수를 가지고 있다.

## 역사
1909년 처음 설립되었으나 1917년 볼셰비키가 집권하면서 폐간되었다. 이후 1989년 러시아에 언론의 자유가 허용되면서 블라디미르 야코블레프가 다시 세웠다.
1997년 아에로플로트의 소유주이자 보리스 옐친을 후원하는 경제인들 중 하나였던 보리스 베레좁스키에 의해 사들여졌다가 현재 알리셰르 우스마노프가 소유하고 있다.